# Cultura Georgiei

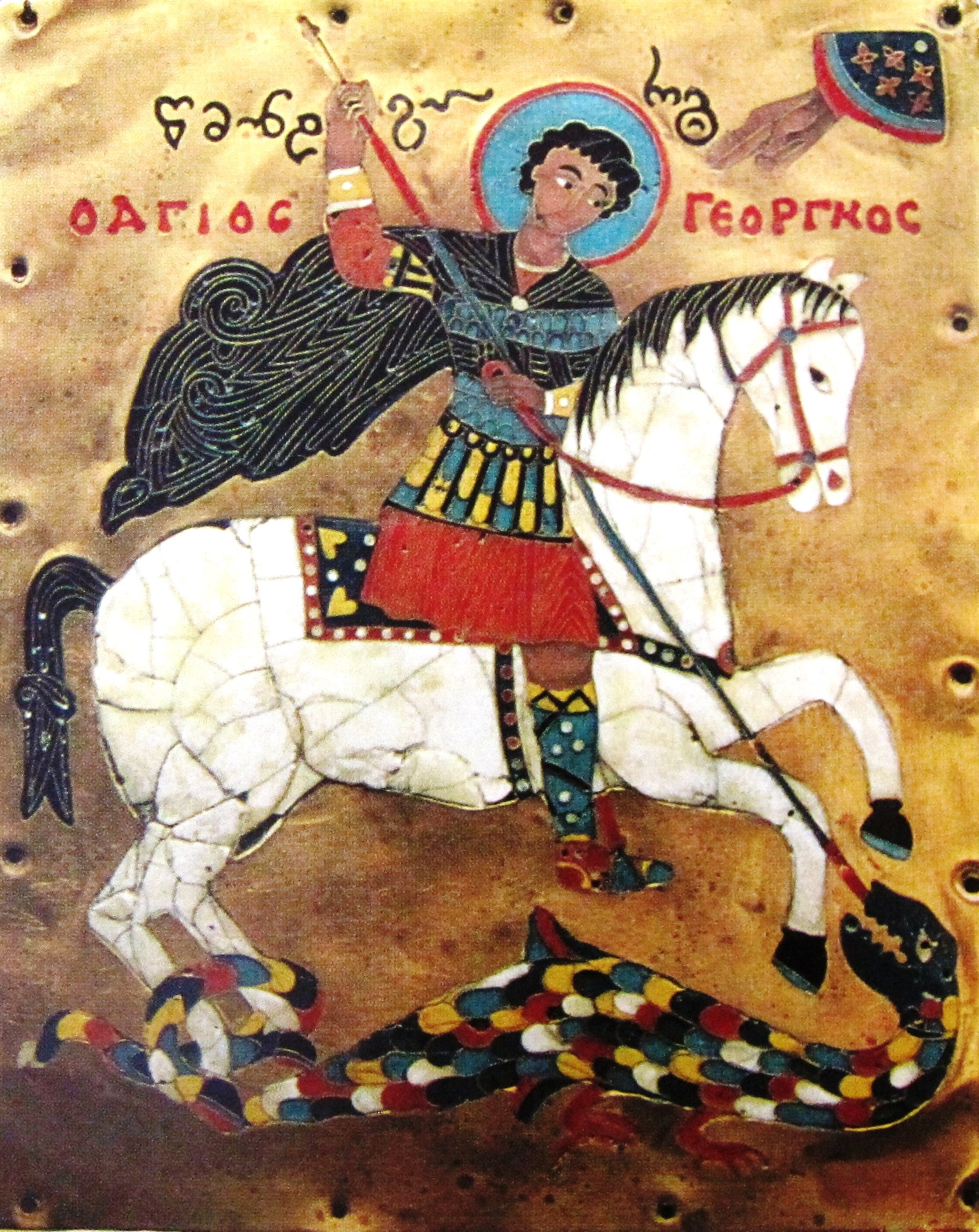
Plăcuţă de aur decorată cu email înfățișând pe Sf. Gheorghe doborând balaurul, sec. al XV-lea, 15 x 11,5 cm, Muzeul Național de Artă al Georgiei, Tbilisi

Cultura Georgiei se poate urmări până în timpuri străvechi, datorită omogenității culturale și lingvistice care a caracterizat poporul georgian de-a lungul întregii sale istorii. Deoarece creștinismul s-a răspândit în ținuturile caucaziene încă din secolul al IV-lea, patrimoniul cultural al Georgiei însumează unele din cele mai vechi monumente ale arhitecturii creștine. Și mai târziu, între secolele XI și XIII, au fost ridicate lăcașe de cult remarcabile atât prin arhitectură cât și prin ansamblurile de picturi murale pe care le adăpostesc. Literatura în limba georgiană s-a dezvoltat de timpuriu și a dăruit lumii pe unul din cei mai mari poeți ai evului mediu, Sota Rustaveli, și pe romanticul Nicoloz Baratașvili. Folclorul georgian este aproape unicul din lume în care mai există polifonia, fiind de aceea protejat ca bun cultural de către UNESCO. 

## Literatura
Cele mai vechi inscripții în limba georgiană au fost găsite în mănăstirea georgiană "Sfânta Cruce" din Palestina și în biserica Sioni de lângă Bolnisi din anul 433, respectiv 492. Cel mai vechi manuscris georgian conține Patimile sfintei Șușanik' (C'amebaj c'midisa Shushanik'isi, dedoplisa), o operă din 483 a lui Iacov din Tsurtaveli. Din această epocă mai este cunoscut prințul Petre Iverianul (412-480), care a făcut carieră ca filosof neoplatonist la curtea bizantină. În secolul al VI-lea s-a dezvoltat limba literară veche georgiană, care a fost adoptată atât în cult cât și în politică. 

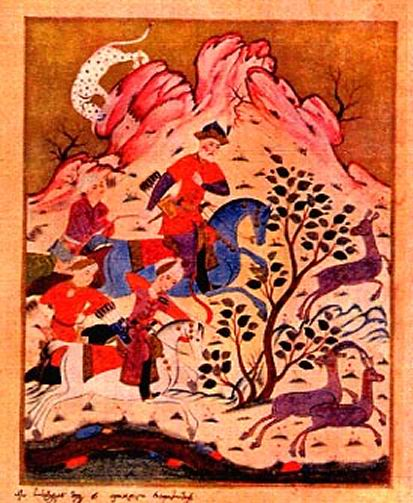
Miniatură dintr-un manuscris din 1646 al eposului Viteazul in piele de tigru de Rustaveli

Cultura scrisă din Evul Mediu timpuriu constă mai ales în creații cu subiecte hagiografice, dar ea cuprinde și un volum mare de traduceri din limba greacă, armeană și arabă. Remarcabile opere ale genului hagiografic sunt Martiriul lui Abo din Tbilisi de Ioane Sabanisdze și Viața lui Grigol Khandzteli de Giorgi Merchule. În evul mediu apar primele cronici, precum cea despre Creștinizarea Georgiei. Culegerile de imnuri ale vremii foloseau un sistem propriu de notație muzicală. Din secolul al IX-lea datează o adaptare creștină a legendei lui Gautama Buddha, în eposul georgian Balavariani. Probabil prin traducerea călugărului georgian Eutimiu din Atos (ca.955-1028) opera a devenit cunoscută ulterior în limba greacă, sub forma romanului Varlaam și Ioasaf, lucrare tradusă mai târziu (1649) și în limba română de Udriște Năsturel. 
În perioada de înflorire a culturii georgiene, între secolele al XI-lea și al XII-lea, și-au scris operele literare și filosofice Eprem Mtsire, Ioane Petritsi și Arsen Iqaloeli. Cultura scrisă s-a dezvoltat mai ales în mănăstirea Gelati, din Kutaisi, înzestrată de ctitorul David al IV-lea (1073 – 1125) cu numeroase manuscrise grecești și supranumită de aceea de către cronicarii georgieni de mai târziu o "a doua Atenă". În așa-numita "Epocă de aur" au fost scrise primele tratate de jurisprudență, matematică, astronomie și medicină. Istoriografia s-a dezvoltat de asemenea, concentrându-se pentru prima oară asupra originilor neamului kartvelic și a înrudirii lui cu celelalte popoare caucaziene, dar tratând și teme lingvistice sau istoria tuturor statelor georgiene, ca în compilația Kartlis Tskhovreba. Genul poemului epic a fost cultivat de către Șavteli și Chakhruhadze, însă cel mai renumit poet al timpului a fost Sota Rustaveli, autorul eposului Viteazul în piele de tigru din secolul al XII-lea. Ca în Orlando furioso, de Ludovico Ariosto, eroul principal al eposului este un războinic orbit de iubire.
Prima tipografie cu litere mobile în limba georgiană a fost întemeiată în 1710 de ipodiaconul Mihail Ștefanovici la Tbilisi, prin mijlocirea lui Antim Ivireanul, mitropolitul Țării Românești originar din Iberia caucaziană (Iviria sau Iveria). Prima carte tipărită în georgiană a fost un Liturghier având o dedicație în limba română cu caractere georgiene pentru principele Vahtang al VI-lea, care-l chemase pe Ștefanovici din Valahia.

### Poeți
- Shota Rustaveli
- Galaktion Tabidze
- Alexander Abasheli
- Irakli Abashidze
- Rati Amaglobeli
- Lado Asatiani
- Valerian Gaprindashvili
- Terenti Graneli
- Ioseb Grishashvili
- Paolo Iashvili
- Ana Kalandadze
- Giorgi Leonidze
- Mukhran Machavariani
- David Magradze
- Kolau Nadiradze
- Vazha-Pshavela
- Titsian Tabidze
- Nikoloz Baratashvili
- Ilia Chavchavadze
- Akaki Tsereteli

### Scriitori
- Vasil Barnovi (Barnaveli)
- Lasha Bugadze
- Otar Chiladze
- Tamaz Chiladze
- Konstantine Gamsakhurdia
- Levan Gotua
- Shalva Dadiani
- Guram Dochanashvili
- Mikheil Javakhishvili
- Otia Ioseliani
- Jemal Karchkhadze
- Leo Kiacheli
- David Kldiashvili
- Aka Morchiladze
- George Papashvily
- Guram Rcheulishvili
- Grigol Robakidze
- Avksenty Tsagareli
- David Turashvili
- Nodar Dumbadze
- Terenti Graneli

## Arta

### Arhitectura
Un număr însemnat de biserici georgiene a fost construit în secolele V și VI în afara hotarelor Georgiei, în Palestina, Siria și Egipt. Vestigiile a treisprezece biserici și ale unei catedrale georgiene au fost descoperite în apropierea Antiohiei, o mănăstire georgiană fusese întemeiată în secolul al V-lea pe teritoriul necropolei din Teba. Inscripții în limba georgiană din același secol au fost găsite și în deșertul Iudeei.
Pe teritoriul de azi al Georgiei s-au construit biserici însemnate la Bolnisi (sec. V) și Urbnisi (sec. VI). În perioada imediat următoare acestor clădiri s-a dezvoltat planul tipic al arhitecturii georgiene, în forma de cruce. Primul din monumentele înălțate pe acest plan a fost biserica mănăstirii Sfânta Cruce (Jvari), pe o colină a capitalei Iberiei din vremea aceea, Mtsjeta (sec. VI). Alte biserici importante au fost ridicate în Parkhali, Bana, Oșki și Khakhuli. 
Concomitent cu edificarea statului georgian sub bagratizi iau ființă începând cu secolul al XI-lea importante monumente ale arhitecturii creștine, cum ar fi catedrala lui Bagrat al III-lea din Kutaisi (1003), catedrala Svetitskhoveli din Mtsjeta, catedrala din Alaverdi (începutul sec. XI), mănăstirea Gelati (ctitorită în 1106) sau mănăstirea în stâncă de la Vardzia (1185), puternic afectată de  cutremurul din 1283.

### Sculptori
- Iakob Nikoladze
- Irakli Ochiauri
- George Papashvily
- Zurab Tsereteli

#### Monumente protejate deUNESCO
- Catedrale Bagrati, din 1994 în patrimoniul cultural al omenirii.
- Mănăstirea Gelati, din 1994 în patrimoniul cultural al omenirii.
- Monumentele istorice din Mtsjeta, din 1994 în patrimoniul istoric al omenirii.
- Svaneția superioară (din 1996).

### Pictura
Cele mai vechi picturi și mozaicuri monumentale din Georgia datează din secolul al XI-lea și dovedesc influența artei bizantine de la vremea aceea. Demne de menționat sunt frescele și mozaicurile din Betania, Qintsvisi și Gelati. Miniatura și pictura de icoane a avut în acel timp școli în centrele monastice de la Gelati și Chachuli. 

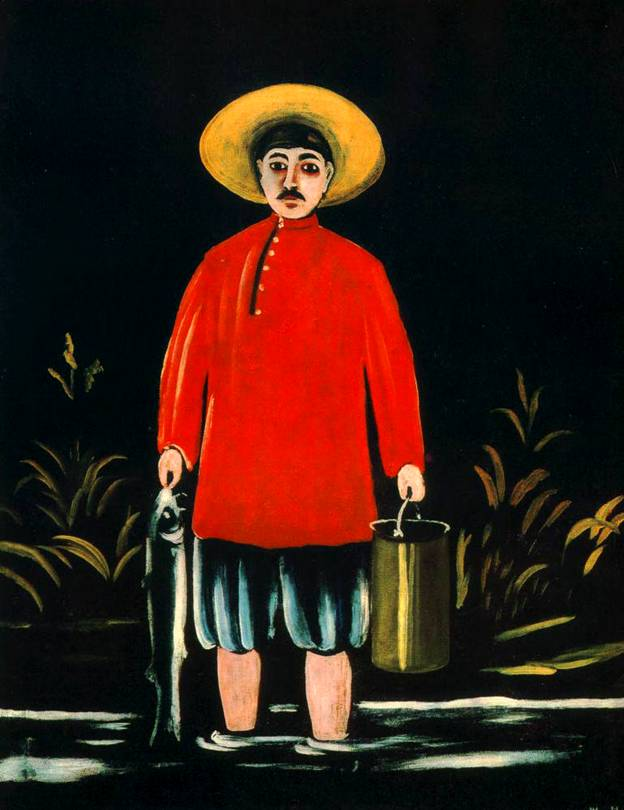
Niko Pirosmani: Pescarul, 1909, Muzeul Național de Artă al Georgiei, Tbilisi

Pictorul naiv Niko Pirosmanišvili (sau Pirosmani, 1862-1918) este unul din reprezentanții de seamă ai artei georgiene din secolul al XX-lea. 
Pictori
- Irakli Parjiani
- Elene Akhvlediani
- David Alexidze
- Gia Bugadze
- Amiran Danibegashvili Arhivat în 17 noiembrie 2011, la Wayback Machine.[5]
- Gigo Gabashvili
- Oleg Timchenko
- Petre Otskheli
- Lado Gudiashvili
- Gia Gugushvili
- Mamuka Japharidze
- Irakli Gamrekeli
- David Kakabadze
- Shalva Kikodze
- Sergo Kobuladze
- Niko Pirosmani
- Levan Tsutskiridze
- Avto Varazi

## Muzica

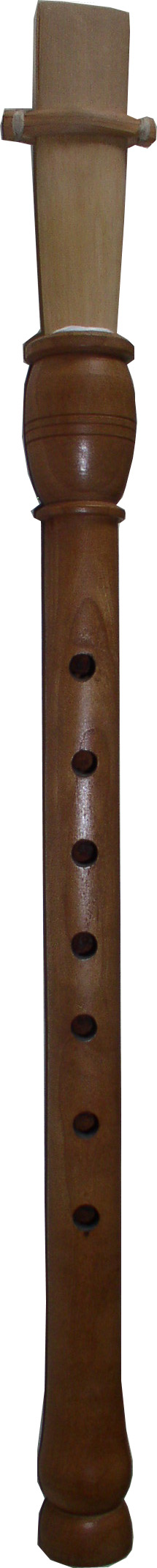
Duduk

### Muzica tradițională
În limba georgiană s-au păstrat cele mai vechi culegeri de imnuri din ortodoxie.
Muzica de caracter cult, atât curtenească cât și liturgică, a sfârșit prin a se contopi, în timpul unei istorii zbuciumate, cu folclorul din diversele regiuni ale Georgiei. Acesta a fost îmbogățit și de muzica islamului, mai ales prin împodobirea melodiilor cu melisme orientale (Georgia a fost de mai multe ori sub stăpânire persană și deci în direct contact cu altă tradiție muzicală remarcabilă), dar și de influențele rusești și apusene.
Muzica de cor este cea mai veche din tradiția georgiană, și este aproape singura din Europa care s-a dezvoltat polifonic. Doar în muzica din Corsica și Sardinia se mai întâlnește un asemenea fenomen, dar acolo e mai evidentă influența responsoriilor bisericești. Polifonia este mai răspândită la georgienii din șesurile centrale ale țării decât la cei de la poalele Caucazului. În est formează de obicei corul, alteori o singură voce, acompaniamentul de bas pentru unul sau doi soliști independenți unul de altul, în vest se amestecă trei melodii între ele, aparent fără reguli prestabilite. Muzica originară este atonală. Vocile feminine lipsesc în corurile tradiționale georgiene, în repertoriul cărora intră mai ales cântece de luptă, de ospăț sau de muncă, dar și bocete sau imnuri religioase. 

#### Instrumente
- Duduk este un instrument de lemn înrudit cu oboiul și clarinetul, dar fără clape. Datorită anciei duble el poate avea un timbru cald precum clarinetul. Spre deosebire de acesta el cuprinde o singură gamă, de obicei una joasă. Este folosit și în muzica armenească.

### Compozitori georgieni
- Gia Kanchelieste unul din cei mai celebri compozitori contemporani. Alfred Schnittke a făcut sinfoniilor lui Gyia Kancheli următoarea caracterizare: “(...) ne fac într-un interval relativ scurt să trăim o întreagă viață, chiar o întreagǎ eră”. Compozițiile lui Kancheli sunt profund georgiene, în mod paradoxal fără a prelua direct teme din folclor.

- Sulkhan Tsintsadze
- Dimitri Arakishvili
- Andria Balanchivadze
- Meliton Balanchivadze
- Alexandre Basilaia
- Bidzina Kvernadze
- Giorgi Latsabidze
- Zakharia Paliashvili
- Otar Taktakishvili

### Balerini

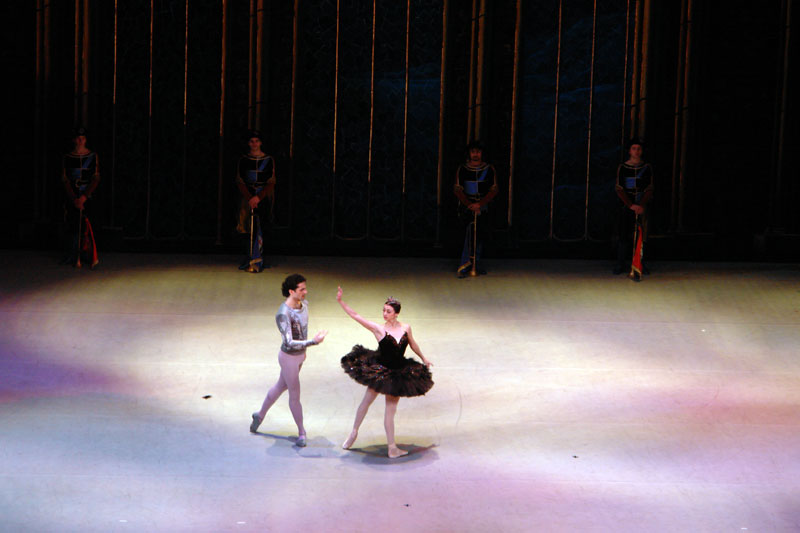
Nino Ananiashvili

- Nino Ananiashvili
- Vakhtang Chabukiani
- Irma Nioradze

### Cântăreți de opera
- Medea Amiranashvili
- Paata Burchuladze
- David Gamrekeli
- Lamara Cekonia
- Makvala Kasrashvili
- Badri Maisuradze
- Vano Sarajishvili
- Zurab Sotkilava
- Nino Surguladze

### Pianiști
- Alexander Korsantia
- Giorgi Latso
- Alexander Toradze
- Eliso Virsaladze
- Inga Kashakashvili
- Luka Okros

## Cinematografia
Regizor
- Serghei Paragianov (1924 - 1990). Regizorul era originar din Georgia, dar și-a realizat majoritatea filmelor în Armenia.
- Tenghis Abuladze: Căința
- Otar Iosseliani

Actori
- David (Dodo) Abashidze
- Veriko Anjaparidze
- Spartak Bagashvili
- Givi Berikashvili
- Ramaz Chkhikvadze
- Kakhi Kavsadze
- Akaki Khorava
- Zurab Kipshidze
- Avtandil Makharadze
- Merab Ninidze
- Guram Sagaradze
- Karlo Sakandelidze
- Sesilia Takaishvili
- Bukhuti Zakariadze
- Sergo Zakariadze
- Nato Vachnadze
- Sofiko Chiaureli

Producători de film
- Tengiz Abuladze
- Mikheil Chiaureli
- Revaz Chkheidze
- Otar Ioseliani
- Mikheil Kobakhidze
- Eldar Shengelaia
- Giorgi Shengelaia
- Alexandre Tsutsunava
- Nana Mchedlidze

### Literatura
- The Balavariani (Barlaam and Josaphat): A Tale from the Christian East Translated from the Old Georgian, trad. de David Marshall Lang, introducere de Ilia V. Abuladze, Berkeley: University of California Press 1966.
- Sota Rustaveli: Viteazul în piele de tigru, București 1956 21963, 31997.

### Arta
- Șalva Amiranașvili: Kunstschätze Georgiens, Praga 1971.
- Jurgis Baltrusaitis: Études sur l'art médiéval en Géorgie et en Arménie, Paris 1941.
- Georgi N. Ciubinașvili Die georgische Kunst und die Probleme ihrer Entwicklung, catalogul expoziției Berlin 1930.
- Georgi N. Ciubinașvili: Georgien, în: Propyläen Kunstgeschichte, vol. III, Byzanz und der christliche Osten, ed. de Wolfgang Fritz Volbach și Jacqueline Lafontaine-Dosogne, Berlin/Frankfurt a. M., ediție nouă 1990, p. 315-334.
- E. S. Takaișvili: Album d'architecture géorgienne, Tbilisi 1924.

### Compendii istorice
- M. Lordkipanidze, I. Katcharava: A Glimpse of Georgian History, Tbilisi 1988.